# إسحاق سكوت هاثاواي
إسحاق سكوت هاثاواي (بالإنجليزية: Isaac Scott Hathaway)‏ هو مدرس أمريكي، ولد في 1872، وتوفي في 1967.